# La Tempesta Dischi
La Tempesta Dischi è un'etichetta discografica indipendente di Pordenone fondata nel 2000 dai Tre Allegri Ragazzi Morti. Nel 2010 l'etichetta ha vinto il Premio FIMI del MEI.

## Storia
L'etichetta è stata creata dai Tre Allegri Ragazzi Morti per pubblicare i loro lavori, ma nel 2004 comincia a pubblicare i lavori di altri artisti con l'album Giorgio Canali & Rossofuoco del gruppo omonimo, su proposta proprio di Giorgio Canali. Da allora ha cominciato a pubblicare i lavori di altri artisti.
La Tempesta ha all'attivo più di 60 produzioni, diverse delle quali premiate dalla critica italiana come Canzoni da spiaggia deturpata de Le luci della centrale elettrica (Targa Tenco 2008 per la "migliore opera prima") e A sangue freddo de il Teatro degli Orrori (Premio Italiano per la Musica Indipendente per il miglior album al MEI 2010), Sono all'Osso de Il Pan del Diavolo (5 stelle per la rivista Rollingstone ).
Nel corso dell'edizione 2010 del MEI (Meeting delle etichette indipendenti) La Tempesta Dischi viene insignita del PIMI per la migliore etichetta.
Nel settembre 2010 è stato diramato un comunicato stampa che annuncia la nascita di La Tempesta International, progetto volto ad esportare all'estero la musica italiana indipendente. La prima uscita del progetto International è The Box, cofanetto dei veneti One Dimensional Man pubblicato il 12 ottobre a cura del musicista e produttore Giulio Favero.
Dal 2012 Tempesta Dischi collabora con il Premio Buscaglione mettendo in palio per il vincitore del concorso musicale la possibilità di inserire un proprio brano nella compilation dell'etichetta. Pagliaccio, Blindur e Yosh Whale i gruppi che hanno vinto il Premio Tempesta Dischi.
Nel 2017 viene creata La Tempesta Sur per la pubblicazione dell'album Istituto Italiano di Cumbia Vol.1.

## Concerti organizzati

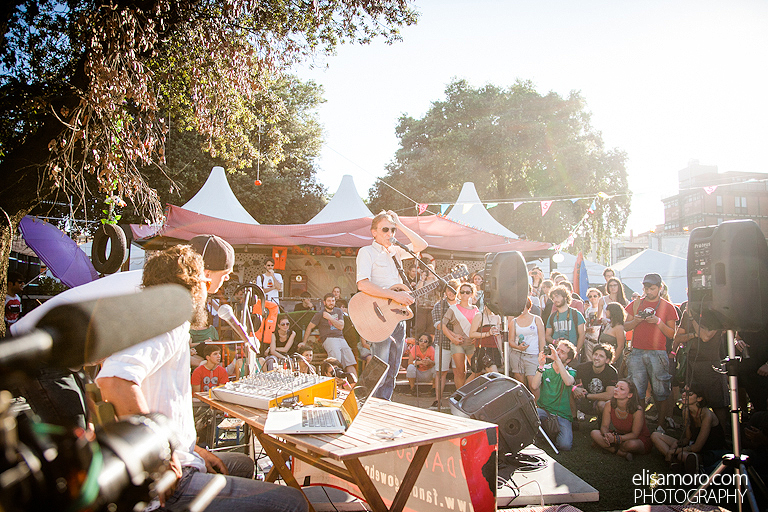
Giorgio Canali a La Tempesta Gemella, 24 giugno 2012, Roma.

Periodicamente l'etichetta organizza un concerto con lo scopo di promuovere gli artisti con i quali collabora; finora i concerti proposti con questa finalità sono stati:
- 2005 - La Notte della Tempesta - primo evento di questo tipo, si è svolto il 17 settembre 2005 a Zanè, nei pressi di Vicenza.[9]
- 2007 - La Notte della Tempesta - si è svolto il 5 dicembre 2007 presso il Rolling Stone di Milano.[10]
- 2009 - Tutta la Tempesta - si è svolto il 26 agosto 2009 al Circolo Magnolia di Milano.[11]
- 2010 - La Tempesta sotto le stelle - si è tenuto il 10 luglio 2010 a Ferrara, in occasione dei dieci anni di attività dell'etichetta. Il concerto ha visto l'esibizione di molti artisti dell'etichetta quali Il Teatro degli Orrori, Tre Allegri Ragazzi Morti, Le luci della centrale elettrica, Moltheni, Sick Tamburo, Cosmetic, Giorgio Canali, Altro, Il Pan del Diavolo, Frigidaire Tango, Fine Before You Came, Uochi Toki e Zen Circus.
- 2011 - Villa Tempesta - si è svolto il 23 luglio 2011 presso Villa Manin di Codroipo.[12] A causa di condizioni climatiche avverse il concerto è stato interrotto.
- 2011 - La Tempesta al Rivolta I - si è svolto il 3 dicembre 2011 presso il Rivolta di Marghera.
- 2012 - La Tempesta Gemella - si è svolto il 23 e 24 giugno 2012 presso il SuperSanto's al Piazzale del Verano di Roma.
- 2012 - La Tempesta al Rivolta II - si è svolto l'8 dicembre 2012 presso il 'Rivolta' di Marghera.
- 2013 - La Tempesta nella foresta (di Sherwood) - si è svolto il 12 luglio 2013 a Padova.
- 2013 - La Tempesta al Rivolta III - si è svolto il 7 dicembre 2013 presso il 'Rivolta' di Marghera.
- 2014 - La Tempesta, l'Emilia, la Luna - il 26 luglio 2014 a Soliera (MO).
- 2014 - La Tempesta al Rivolta IV - si è svolto il 6 dicembre 2014 presso il 'Rivolta' di Marghera.
- 2015 - La Tempesta al Rivolta V - si è svolto il 5 dicembre 2015 presso il 'Rivolta' di Marghera.
- 2016 - La Rivolta de La Tempesta  -  il 3 dicembre 2016 presso il Centro sociale Rivolta (VE)
- 2017 - La Tempesta sul Lago - si è svolto l' 8 luglio 2017 presso Paratico (BS)